# Ramaz Shengelia
Ramaz Aleksandrovich Shengeliya ou simplesmente Ramaz Shengelia - respectivamente, em russo, Рамаз Александрович Шенгелия e, em georgiano, რამაზ შენგელია (Kutaisi, 1 de janeiro de 1957 — Tbilisi, 21 de junho de 2012) foi um ex-futebolista georgiano.
Atacante, começou no Torpedo Kutaisi, de sua cidade-natal, em 1974, chegando em 1977 no Dínamo Tbilisi. No principal clube da então RSS da Geórgia, no ano seguinte participou da conquista do segundo título da equipe no campeonato soviético. 1981 seria o ano mais vitorioso: artilheiro da Liga Soviética, Shengelia participou da conquista mais importante do Dínamo, a Taça dos Clubes Vencedores de Taças, fazendo do clube o segundo soviético (e, até hoje, o único georgiano) a conquistar um troféu europeu. Acabou eleito o melhor jogador da União Soviética daquele ano.
Estreara pela Seleção Soviética em 1979, integrando a equipe chamada à Copa de 1982 com três colegas de Dínamo: o capitão Aleksandre Chivadze, Vit'ali Daraselia e Tengiz Sulakvelidze, companheiro já dos tempos de Torpedo. Marcou um gol na última partida da primeira fase, contra a Escócia, a seis minutos do fim - vital para a classificação da URSS.
Permaneceu no Dínamo até o final de 1988. Em janeiro do ano seguinte, foi com Sulakvelidze para o Holmsund, pequeno clube sueco, onde encerrou a carreira em 1990.
Shengelia morreu vitimado por uma hemorragia cerebral, aos 54 anos, três semanas após o falecimento de Yuri Susloparov, seu companheiro de time na Copa de 1982.